# Olios insulanus
Olios insulanus là một loài nhện trong họ Sparassidae.
Loài này thuộc chi Olios. Olios insulanus được Tord Tamerlan Teodor Thorell miêu tả năm 1881.